# Trichoscarta olivacea
Trichoscarta olivacea är en insektsart som först beskrevs av Lethierry 1888.  Trichoscarta olivacea ingår i släktet Trichoscarta och familjen spottstritar. Inga underarter finns listade i Catalogue of Life.